# 讯号旗
讯号旗可以是任何各种用来发送讯号的旗号或标志。讯号旗是可以有个别意义的讯号标志，或者可以包括了两个或多个讯号标志一同使用，以使用其相对位置所传达的符号。
在发明无线电通讯讯号之前，讯号旗是一个允许在有距离的地域位置作有效的通讯方法。

## 使用

### 古代
在欧洲中古时代，曾经有讯号塔利用讯号旗的使用。

### 现代
现时，在船舶航行方面，仍然使用讯号旗。